# In My Opinion (Ørjan Nilsen)
In My Opinion – debiutancki album norweskiego DJ-a Ørjana Nilsena. Premiera albumu miała miejsce 27 maja 2011 roku. Wydawcą płyty jest wytwórnia Armada Music. W wersji rozpowszechnianej przez iTunes oprócz 15 utworów są dostępne również 3 bonusowe.

## Lista utworów
1. The Thunder (feat. Kate Louise Smith)
2. Dominatrix
3. Mjuzik
4. Redemption (feat. Arielle Maren)
5. So Long Radio
6. Le Tour de Trance
7. But Here (feat. Neev Kennedy)
8. La Guitarra
9. My Opinion
10. Between The Rays
11. The Mule
12. Go Fast!
13. Down The Line
14. While I Wait
15. Nocturnal

iTunes bonus track:
1. Gato Negro
2. Rock With Me
3. Black Blue Beautiful